# Veronicastrum rhombifolium
Veronicastrum rhombifolium är en grobladsväxtart som först beskrevs av Hand.-mazz., och fick sitt nu gällande namn av Pu Chiu Tsoong. Veronicastrum rhombifolium ingår i släktet kransveronikor, och familjen grobladsväxter. Inga underarter finns listade i Catalogue of Life.